# Hatuey
Hatuey – wódz Indian Taino zamieszkujący Hispaniolę (Haiti i Dominikanę) na początku XVI wieku. Zdobył sławę jako przywódca pierwszych prób oporu przeciwko kolonializmowi.
Hatuey przypłynął na Kubę ok. 1509 r., szukając ucieczki przed kolonizacją Hispanioli. Wraz z nim na kanu przypłynęło 400 mieszkańców Hispanioli, którzy ostrzegli Tainów mieszkających na Kubie przed zagrożeniem jakie niosą kolonizacja i Hiszpanie. Większość mieszkańców Kuby nie uwierzyła w ostrzeżenie Hatueya, ale część przyłączyła się do niego, gdy w 1511 r. stawił on opór misji kolonizacyjnej Diego Velazqueza de Cuéllara. Początkowo Tainowie odnosili sukcesy w walce, ale ostatecznie zwyciężyli Hiszpanie, a Hatuey został pojmany. 
Hatuey został spalony żywcem 2 lutego 1512 r. Przed spaleniem zaproponowano mu nawrócenie na chrześcijaństwo, by mógł pójść do nieba. Odpowiedział, że jeśli w niebie są tacy chrześcijanie jak konkwistadorzy, to nie chce mieć nic do czynienia z Bogiem, który pozwala na czynienie takiego okrucieństwa w jego imieniu.
Hatuey jest określany jako pierwszy kubański bohater narodowy. Dzisiaj można oglądać pomnik Hatueya wzniesiony w mieście Baracoa na wschodnim wybrzeżu Kuby.